# Eòmids
Els eòmids (Eomyidae) són una família de rosegadors extints de Nord-amèrica i Euràsia relacionada amb els geòmids i els heteròmids. Visqueren entre l'Eocè mitja i el Miocè superior a Nord-amèrica i de l'Eocè superior fins al Plistocè a Euràsia.

## Característiques
Els eòmids són generalment petits, tot i que ocasionalment poden ser grans, i tendeixen a semblar-se als esquirols en morfologia i hàbits. La família inclou el rosegar planador conegut més antic, l'espècie Eomys quercyi.

## Classificació
La família inclou els següents gèneres:
- Simiacritomys (incertae sedis)[4]
- Symplokeomys[5]

- Subfamília Apeomyinae[6]
  - Apeomyoides[7]
  - Apeomys
  - Arikareeomys[7]
  - Megapeomys[6]
  - Zophoapeomys[8]
- Subfamília Eomyinae
  - Adjidaumo
  - Aguafriamys
  - Asianeomys[9]
  - Aulolithomys
  - Centimanomys
  - Comancheomys
  - Cristadjidaumo[10]
  - Cupressimus
  - Eomyodon
  - Eomyops
  - Eomys
  - Estramomys
  - Kansasimys
  - Keramidomys
  - Leptodontomys
  - Ligerimys
  - Metadjidaumo
  - Metanoiamys
  - Meteomys
  - Montanamus
  - Namatomys
  - Neoadjidaumo[11]
  - Orelladjidaumo
  - Paradjidaumo
  - Paranamatomys
  - Pentabuneomys
  - Protadjidaumo
  - Pseudadjidaumo
  - Pseudotheridomys
  - Rhodanomys
  - Ritteneria
  - Ronquillomys
  - Viejadjidaumo
- Subfamília Yoderimyinae
  - Litoyoderimys
  - Yoderimys
  - Zaisaneomys
  - Zemiodontomys